# Minuartia trautvetterana
Minuartia trautvetterana là loài thực vật có hoa thuộc họ Cẩm chướng. Loài này được Sosn. & Charadze mô tả khoa học đầu tiên năm 1938.